# Giovanni Francesco Romanelli
Giovanni Francesco Romanelli (Viterbe, 1610 - Viterbe, 1662) est un peintre italien baroque.

## Biographie
Né à Viterbe de Laura de Angelis et Bartolomeo Romanelli, Giovanni Francesco part à Rome à l'âge de 14 ans, pour étudier afin de devenir artiste. Il est accueilli dans le palais Barberini, dont il participe à la décoration, élève du Dominiquin puis de Pierre de Cortone qui est à l'époque le représentant le plus important de la peinture baroque à Rome, et un des protégés de la famille Barberini. Cependant, la relation se détériore avec ce dernier, et Romanelli quitte son atelier.
Il continua à être très actif à Rome sous la protection de la famille Barberini. En 1639, il est élu « prince » de la prestigieuse Accademia di San Luca.
Quand les Barberini sont écartés du pouvoir à la mort d'Urbain VIII, Romanelli perd une protection influente. Il est appelé à Paris par le  cardinal Mazarin de 1645 à 1647. Il y peint pour lui un cycle des Métamorphoses (Ovide) pour son hôtel parisien, aujourd'hui la Galerie Mazarine du site Richelieu de la Bibliothèque nationale de France.
Lors d'un deuxième séjour à Paris de 1655 à 1657, il participe à la décoration des appartements d'été d'Anne d'Autriche, mère de Louis XIV, au palais du Louvre (cycle de l'Histoire des Romains et des Juifs), ainsi qu'à celle du château du Raincy.
Après le congédiement de Mazarin, il réalise une frise pour décorer le palais épiscopal construit par le cardinal Alexandre Bichi à Carpentras.
Pour le prestige de ses œuvres en France, il est fait Chevalier de l'Ordre de Saint-Michel par le roi Louis XIV.
Dans les dernières années de sa vie, il retourne à Viterbe où il exécute ses dernières œuvres.
Giovanni Moneri et son propre fils Urbano Romanelli sont ses pupilles. Ce dernier entre dans l'atelier de Ciro Ferri à Rome, après la mort de son père. Il peint à Rome et dans des églises de Velletri et Viterbe.

## Style

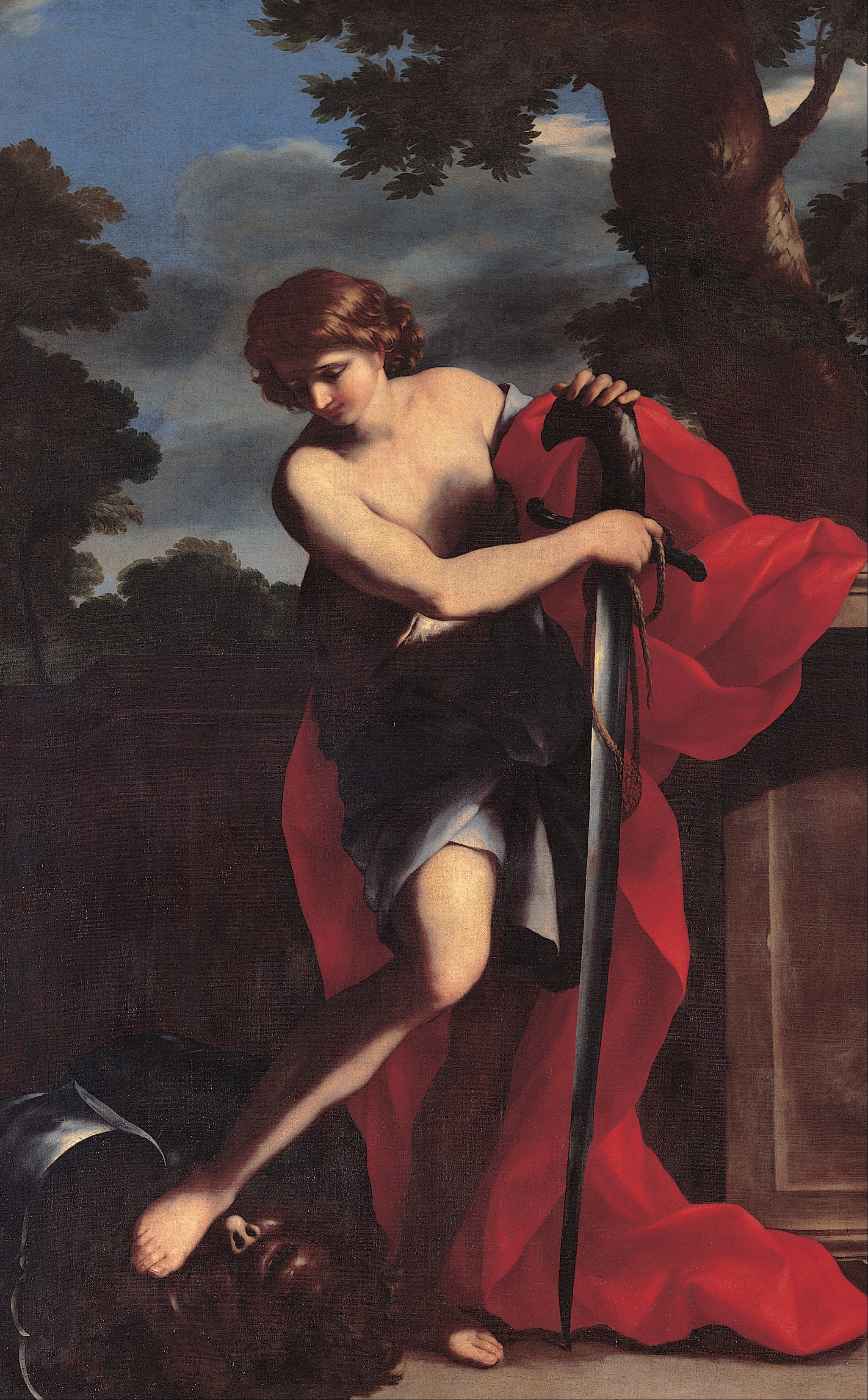
David.

Son très beau David (Pinacothèque capitoline, Rome), exécuté vers 1640, témoigne de la conquête de son autonomie sur le style de son maître, Pierre de Cortone, en faveur d'un classicisme personnel et raffiné.

## Œuvres

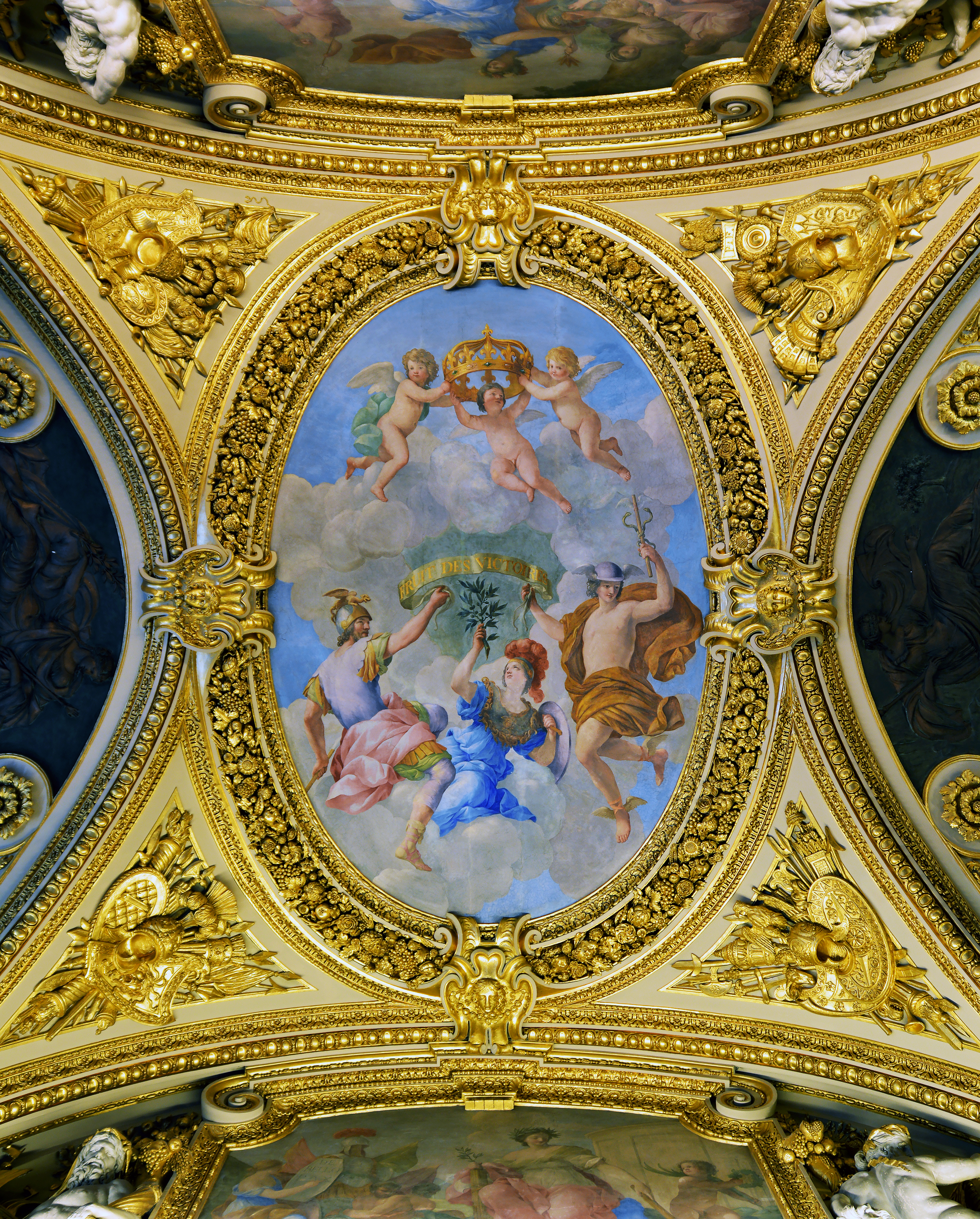
Allégorie du Traité des Pyrénées.

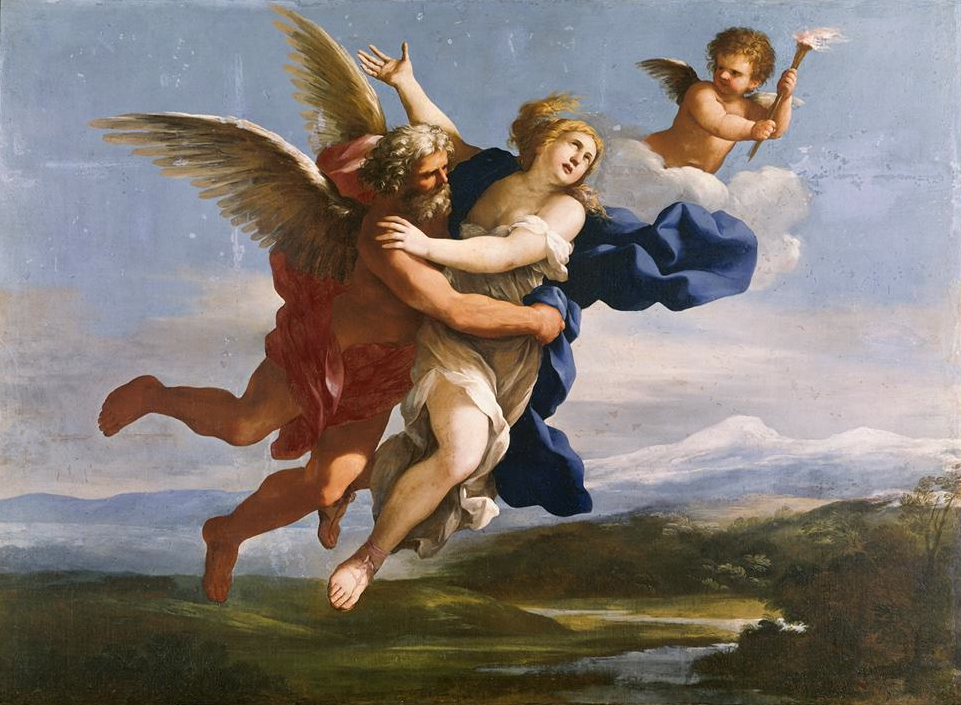
Boreas avec Oreithyia ou Enlèvement de Oreithyia.

- Salle de la comtesse Mathilde (1637-1642), Vatican
- Assomption (1638), Rome, sacristie de l'église Santa Maria dell'Anima.
- Repos de la Sainte Famille (1645-1647), huile sur toile, 248 × 160 cm, musée d'Arts de Nantes. Peint pour une église parisienne, lors de son premier séjour[1].
- La Vierge à l’Enfant apparaissant à saint Charles Borromée, 1645, huile sur toile, 44 x 35 cm, musée des Beaux-Arts d’Orléans[3].
- Galerie Mazarine[4], fresques au plafond, Paris, site Richelieu de la Bibliothèque nationale de France :
  - Apollon sur le Parnasse
  - Apollon et Daphné
  - Le Jugement de Paris
  - L'Enlèvement d'Hélène
  - La Chute de Troie
  - Jupiter foudroyant les géants, compartiment central
  - Romulus et Rémus
- Hercule et Omphale (1650-1660), Peinture sur toile, 100 × 133 cm, Saint-Pétersbourg, Ermitage[5].
- Vierge du Rosaire (1652), Rome, église dei SS.Domenico e Sisto.
- Appartements d'été d'Anne d'Autriche, (1655-1657), fresques, Paris, musée du Louvre.
  - L'Automne et l'Hiver, écoinçons de la salle des Saisons[6]
  - Judith et Holopherne et Esther et Assuréus, chambre de la reine[6]
  - Mucius Scaevola devant Porsenna, cabinet de la reine.
  - La Glorification de la France, huile sur toile, 184 × 260 cm, plafond du cabinet sur l'eau[7], conservé aujourd’hui au Palais des Beaux-Arts de Lille.
- Allégorie du Traité des Pyrénées (1655-1658), musée du Louvre.

- La Récolte de la manne, Musée du Louvre.
- Sibylle, Musée di Capodimonte, Napoli.
- Le Passage de la mer Rouge, huile sur toile, 197 × 145 cm, musée du Louvre.
- Décors des plafonds de l'ancien Palais des Évêques de Carpentras.
- Moïse et les filles de Jethro, Musée Magnin, Dijon.
- Charité de saint Thomas, Rome, église Sant'Agostino.
- Ariane, Rome, Collection Costaguti.
- Présentation au temple, transposition en mosaïque au maître-autel de la Basilique Saint-Pierre, Rome.
- Déposition de la Croix, Sant’Ambrogio della Massima.
- Cartons des tapisseries pour le cardinal Francesco Barberini : les dessins sont conservés à la Villa Lante à Bagnaia (Viterbe), et les tapisseries au Palazzo Venezia (Rome).
- Annonciation, au Musée Civique de Viterbe.